# Impacts démographiques et évolutifs des pesticides
Il existe plusieurs types de pesticides (fongicides, herbicides, néonicotinoïdes) ayant chacun des effets démographiques et évolutifs sur la faune exposée à ces substances. La démographie est l'étude des paramètres de survie, de reproduction et de migration des populations. Les pesticides affectent de manière négative ces paramètres, cependant chaque pesticide a des effets différents. Les pesticides ont aussi des conséquences évolutives sur les organismes se traduisant par des mutations de gènes. Ceci conduit les populations à évoluer de manière séparée ce qui peut même aller jusqu'à une spéciation sympatrique.

## Conséquences démographiques des pesticides

### À l'échelle des populations

#### Les néonicotinoïdes
Les néonicotinoïdes ont des effets létaux importants. Il a été observé un doublement du taux de mortalité chez des abeilles en contact avec de la deltaméthrine. Cependant, certains neonicotinoïdes ne causent pas une augmentation du taux de mortalité mais des effets sub-létaux qui sont d'ordre neurologique : tremblements, paralysies, hyperactivité, absence de coordination des mouvements.
Le taux de natalité est aussi affecté par cette classe de pesticides. Des expériences ont montré une diminution du taux de fécondité chez des bourdons allant jusqu'à 42 % se traduisant par une diminution du nombre de descendants. Le temps de développement pour passer du stade de larve à l'âge mature est augmenté en présence de pesticides ce qui se traduit par une réduction du nombre d'ouvrières possédant des ovocytes matures et donc une réduction du taux de fécondité.
Les néonicotinoïdes causent des modifications comportementales des individus. Des expériences ont montré que l’épandage de pesticides conduisait à une diminution de l'apprentissage olfactif des individus ainsi qu'à des perturbations du réflexe d'extension du proboscis (en). Ceci conduit à une diminution des comportements de recherche de nourriture. Les colonies sont donc affectées par une diminution des ressources ce qui cause une diminution du taux de natalité et une augmentation du taux de mortalité.
Une autre étude a confirmé que les néonicotinoides avaient des effets négatifs sur de nombreux organismes non ciblés par cette classe de pesticides. Ces effets, observés chez les mammifères, les poissons, les oiseaux, les amphibiens, les reptiles, sont globalement les mêmes que les effets cités précédemment : neurotoxicité, altération du métabolisme, perturbateurs endocriniens, immunotoxicité. Les conséquences directes de ces effets sont une augmentation de la mortalité avec des épisodes de mort de masse et une diminution de la natalité (à cause de l’effet perturbateur endocrinien). Concernant les plantes et champignons, les pesticides altèrent la croissance, le métabolisme et l’activité photosynthétique. Ainsi, les mêmes effets néfastes des pesticides sont retrouvés chez les végétaux .

#### Les herbicides
Une première étude menée sur Chrysoperla externa, un insecte prédateur, a montré que les herbicides déclenchent de nombreuses conséquences sub-létales s'observant sur le long terme :
- Réduction du taux de croissance intrinsèque et du taux de reproduction : diminution de la survie, temps de développement des larves et période pré-reproductive plus longs, mortalité des chrysalides. Ceci conduit à une période de maturité des individus plus courte et donc une réduction du nombre de descendants.
- Malformations :  développement de tumeurs abdominales ce qui réduit la survie des individus. Les chercheurs observent, chez les femelles, des ovaires anormaux dans lesquels des grains de graisse se développent autour des follicules. Ceci peut expliquer la réduction de la fécondité expliquée précédemment [6].

Ces observations sont confirmées chez d'autres organismes comme Trichogramma pretiosum, Eisenia fetida, Scinax nasicus et Rana cascadae. Cette dernière espèce (grenouille) subit une absence de métamorphose, ainsi les individus sont bloqués au stade têtard et n'atteignent jamais le stade reproducteur.
Cette étude a aussi émis l'hypothèse que les herbicides, comme tous les pesticides utilisés, peuvent être des perturbateurs endocriniens.

#### Les fongicides
Les insectes ne sont pas directement ciblés par les fongicides cependant une étude sur des drosophiles et leurs hyménoptères parasitoïdes a montré une réduction de la survie de ces parasitoïdes. Ceci est causé par l'altération de la communication (perturbation des phéromones sexuels). On observe dans un premier temps, un pic de croissance des drosophiles puis un déclin de leur population lié à des effets sub-létaux. 

#### Les biopesticides
Les biopesticides ont des conséquences démographiques néfastes sur les populations. En effet, des études ont montré que le BCO et l'emamectin causent une augmentation du taux de mortalité chez les femelles de guêpes parasitoïdes. Avec du spinosad, l’augmentation de ce taux est observée chez les deux sexes. De plus, l'emamectin et l'abamectin sont à l'origine d'une diminution du taux de survie des mâles de cette espèce en diminuant la longévité des individus. Le taux de survie des chrysalides est lui aussi diminué pour tous les biopesticides cités précédemment .
De plus, des observations ont montré que l'utilisation de biopesticides conduisait à un biais du sex-ratio en faveur des mâles. L'hypothèse proposée pour expliquer cette observation est que le taux de survie des larves diffère selon le sexe.

#### Prise en compte d'unepopulation structurée
Une étude a montré que l'utilisation de pesticides avait des conséquences plus importantes sur une population constituée uniquement de juvéniles en comparaison avec une population constituée de différentes classes d'âges stables. Ceci s'observe au niveau des conséquences létales des pesticides. Dans les deux cas, un fort taux de mortalité et une réduction de la survie provoque un déclin de la population. Dans le cas d'une population constituée uniquement de juvéniles, il faut attendre un certain temps avant que les individus atteignent le stade mature et relancent la croissance de la population via un épisode de reproduction. Dans le cas d'une population de classes d'âges stables, il reste des individus matures après l'utilisation des pesticides qui peuvent relancer directement la croissance de la population en se reproduisant .

### À l'échelle desécosystèmes
Toutes les conséquences des pesticides sur les populations se répercutent à l'échelle de l'écosystème via une modification des réseaux trophiques , une diminution de l'hétérogénéité du milieu et une perturbation des cycles des nutriments dégradation de la communauté des sols . De par le lessivage et l'action du vent, les pesticides se retrouvent dans les nappes phréatiques ainsi que dans des écosystèmes éloignés des systèmes agricoles. Les pesticides touchent aussi à grande distance du lieu d'épandage des organismes non ciblés.

## Conséquences évolutives des pesticides

### À l’échelle des individus
La capacité de résistance à un pesticide peut se traduire par des modifications génétiques, par exemple : une mutation, répression ou amplification de gène, etc.
Dans le cas des mutations, elles peuvent être délétères, neutres ou bénéfiques. Les individus porteurs de mutations bénéfiques ont une meilleure valeur sélective par rapport aux autres individus sensibles de la même espèce, ils sont donc sélectionnés par le mécanisme de la sélection naturelle. La fréquence de leur phénotype augmente alors rapidement dans la population. Un pesticide va donc engendrer des mutations du génome qui pourront être sélectionnées.
Les pesticides organophosphates sont très couramment utilisés, une espèce de moustique du Sud de la France (Culex pipiens) a été exposé à l’organophosphate : Chlorpyriphos-éthyl. Les gènes esterase A et B ont alors subi une mutation entraînant une surproduction d’allozymes A et B, la surproduction de l’allozyme A1 a conféré la résistance au pesticide. Cette résistance s’installe ensuite dans les générations suivantes. 
Il a été observé que des gènes mutés pouvaient être utiles dans la reproduction sexuée. Le gène myosin5 du champignon Fusarium asiaticum est responsable de sa résistance au fongicide Phenamacril. Ce gène code des protéines qui interviennent dans la reproduction sexuée du champignon. La mutation du gène myosin5 entraîne des modifications protéiques qui ont un impact sur la reproduction sexuée de F. asiaticum. Grâce à la multiplication asexuée, seule reproduction alors possible, une résistance au fongicide apparaît. Lorsque la reproduction d'un organisme est asexuée, une mutation qui confère une résistance à un pesticide se transmettra plus facilement que si sa reproduction était sexuée.
Les néonicotinoïdes interfèrent principalement avec le système nerveux des insectes en bloquant les récepteurs à l’acétylcholine, un neurotransmetteur. L’imidaclopride fait partie de cette famille d’insecticides. Par exemple, l’exposition de poissons à cet insecticide a entraîné des modifications comportementales, une augmentation du nombre d’érythrocytes dans leur sang qui présentaient des déformations ou une absence de noyaux. Leur ADN en était également modifié, des gènes codant des enzymes qui maintiennent la structure du tissu hépatique étaient mutées, ces enzymes perdaient alors leur activité.
Aux échelles biochimiques et physiologiques des individus, il y a trois façons de devenir résistant aux pesticides ,:
- induire la détoxification métabolique grâce à l’expression de gènes spécifiques : ces gènes codent des enzymes interagissant avec les toxines des pesticides ce qui rend les individus résistants ;
- induire une mutation au niveau du domaine d'interaction de la protéine ciblée avec le pesticide ;
- diminuer la pénétrance et le transport des toxines du pesticide vers le site d’action et augmenter l’excrétion.

L’ingestion par les insectes des pesticides peut conduire à un phénomène de bioaccumulation. Cela peut avoir des répercussions sur les organismes qui consomment ces insectes qui accumulent à leur tour les pesticides mais en concentration plus importantes par le processus de bioamplification. L’utilisation de pesticides ne se répercute donc pas uniquement sur les organismes ciblés mais a également un impact négatif sur l’écosystème entier.
Les mutations qui confèrent une résistance aux pesticides ont généralement des conséquences sur la fitness. Des études sur les conséquences des pesticides chez les insectes ont démontré que l’apparition de résistance pouvait s’accompagner de compromis en termes d’allocation des ressources et donc de changements de certains traits par exemple en diminuant la fécondité, la longévité ou encore la vitesse de développement. Cela montre que la résistance peut être coûteuse énergétiquement. En effet, les mécanismes de détoxification nécessitent la production d’enzymes en plus grande quantité qu’en situation normale ce qui implique le besoin d’une grande quantité d’énergie et donc diminue le stock d’énergie disponible pour les autres fonctions biologiques.
Cependant, la plupart des études menées sur ce sujet sont réalisées en laboratoire et ne reflètent donc pas toujours ce qu’il se passe dans la nature.

### Vitesse de l’évolution et ses conséquences
L’installation de phénotypes résistants dans une population peut apparaître de façon plus ou moins rapide selon l’organisme considéré. Des expériences réalisées sur C.elegans ont montré que la résistance au Levamisole apparaissait au cours des dix générations après la mise en contact avec le produit et était sélectionnée au cours des vingt générations suivantes. Cependant l’apparition de résistances dépend de la rapidité d’adaptation des organismes. Les organismes ayant un cycle de vie court et une densité de population importante sont moins sujets à l’extinction causée par les pesticides car ils ont une possibilité d’adaptation rapide. En effet, de par leur nombre important et la rapidité de reproduction, l’apparition de mutations est proportionnellement plus importante que dans une population d’individus ayant un cycle de vie long. Il y a donc plus de chance de sélectionner des mutations qui confèreront un avantage à ces individus. À l’inverse, les organismes à cycle de vie long et à densité de population faible sont plus exposés au risque d’extinction car ils ont un taux de reproduction plus lent ce qui conduit à une adaptation lente. C’est le cas par exemple, des insectes pollinisateurs. Il est également important de considérer la plasticité phénotypique comportementale car celle-ci peut permettre de réduire les coûts de fitness associés à la résistance aux pesticides. Un organisme pourra donc être capable de modifier son comportement afin d’éviter les zones traitées.
Les ravageurs font partie des organismes ayant un cycle de vie court, il faut trouver des solutions pour réduire la résistance de ceux-ci aux pesticides. La solution serait d’éviter la fixation d’allèles conférant la résistance pour ces organismes. L’IPM (integrated pest management) est un programme qui propose des modes de gestions d’épandage de pesticides adéquats sur les cultures pour que les organismes résistants ne survivent pas, ou ne transmettent pas leur gènes d’une génération à l’autre. Le programme stipule qu’il faut considérer toutes les échelles de l’écologie, donc tout l’écosystème et qu’il est difficile de déterminer si une gestion est meilleure qu’une autre. Il faudrait réussir à réduire la quantité de pesticides utilisés plutôt que de trouver des combinaisons de pesticides adéquates.

## Rôle des bactéries symbiotes
Les bactéries symbiotes jouent un rôle important dans les espèces d'insectes dont le sycle vital annuel comporte une phase hypogée. Le phénomène a été découvert par des scientifiques japonais travaillant sur une punaise (Riptortus pedestris) dont le cycle a une phase hypogée. Les bactéries du sol qui ont été en contact avec un pesticide organophosphoré ont développé rapidement une résistance. Ces bactéries absorbées par l'insecte durant son cycle hypogée lui permettet de "digèrer" (hydrolyse) le pesticide et le rendent résistant. Ce phénomène pourrait affcter tous les insectes nuisibles ayant un cycle en partie hypogée et dont on s'explique mal la rapidité avec laquelle ils résistent à de nouveaux insecticides in , si on ne tient pas compte du pouvoir détoxifiant des symbiotes au profit de l'insecte qui l'héberge.